# Aplastisk anemi
Aplastisk anemi (AA) är en relativt sällsynt och allvarlig hematologisk sjukdom (blodsjukdom) som uppstår då stamceller i benmärgen är skadade, med minskad produktion av nya celler till blodet. Det är inte helt konstaterat, men sjukdomen tros uppstå av bland annat autoimmun sjukdom, cellgifter, joniserande strålning eller annan läkemedelsbehandling. Blödningar, infektioner och anemi leder till bland annat trötthet och ofta feber. En känd person som avlidit av sjukdomen är Marie Curie.

## Diagnos och symptom
Benmärgsbiopsi tas för att kunna ställa diagnos. Vid AA är antalet fettceller i benmärgen ökat och antalet blodbildande celler minskat. Den drabbade har mycket låga halter röda blodkroppar, vita blodkroppar och blodplättar. När värdena är låga är man infektionskänslig och blödningsbenägen, därför är det viktigt att tänka på kost som inte ger risk för infektioner (tex mögelost eller gravad mat), att ej vistas bland allmänheten eller träffa sjuka människor och att vara försiktig med saker som kan ge blödningar (tex hårda tandborstar). Lågt blodvärde ger trötthet, andfåddhet och hjärtklappning. Låga vita blodkroppar ger stor risk för infektioner. Låga trombocyter (blodplättar) ger risk för blödningar, näsblödningar och blåmärken brukar vara vanligt hos den drabbade.

## Behandling
Blodtransfusioner är ofta nödvändiga för att upprätthålla blodvärdet då produktionen hämmats i benmärgen. Även trombocyter (blodplättar) ges i transfusioner för att minska både inre och yttre blödningar. Dessa transfusioner kan dock aldrig bota sjukdomen utan ges endast för att höja värdena tillfälligt. 
Det finns flera olika inriktningar när det gäller behandling av aplastisk anemi. En första behandling är ofta så kallad ATG (antitymocytgammaglobulin) som innehåller antikroppar från djur, till exempel kanin, mus eller häst, i kombination med cyklosporin och kortison. ATG-behandlingen ges i droppform under en 3–5 dagarsperiod under vilken tid patienten är inlagd på sjukhus. Med ATG-behandling försöker man "starta om" benmärgen så att den ska klara att själv producera nya blodprodukter. Biverkningar under denna behandling kan vara mycket allvarliga, till exempel serumsjuka, infektioner och feber, andningssvårigheter, frossa, trötthet, skakningar, yrsel, svettningar, magont - behandlingen ges därför under mycket ordnade former och med täta kontroller. 
En annan behandlingsform är benmärgtransplantation som har gett bra resultat på framför allt unga. Vid en benmärgstransplantation behövs en donator som donerar celler från sin egen benmärg. Den sjuka patienten pressas till låga blodvärden med hjälp av olika cellgifter (cytostatika) för att "nollställa" märgen. Därefter ges den donerade benmärgen med hopp om att patientens kropp ska välkomna cellerna och börja producera egna, friska celler.

## Prognos
Utan insatt behandling är medianöverlevnaden vid svår aplastisk anemi mindre än ett år, och medelöverlevnaden endast tre månader.  Komplett utläkning av sjukdomen sker endast i 10–20 % av fallen.
Av de patienter som behandlats med ATG överlever drygt 50 %. Återfall är dock relativt vanligt, även efter lång tid.
Prognosen vid benmärgstransplantation är mycket varierande i olika studier, men man tror att så många som 65% av vuxna överlever femårsgränsen. Vid AA hos barn botas ca 80% med benmärgstransplantation.